# برج السلام (دبي)
برج السلام هو ناطحة سحاب متعددة الاستخدامات بارتفاع 197.45 مترًا (647.8 قدمًا) في شارع الشيخ زايد في دبي، الإمارات العربية المتحدة. يتكون من 58 طابقًا. تم تصميم المبنى من قبل شركة دار كونسلت، بينما تم تصميم تصميمه الهيكلي من قبل مجموعة رامبول. بدأ بناء البرج في عام 2008. واكتمل في عام 2014.
ينقسم المشروع إلى ثلاثة أبراج ذات وظائف مختلفة. الأول هو برج فندقي مكون من 54 طابقًا، ويحتوي على طابقين ميكانيكيين ومشرفين وطابق أرضي وأربعة طوابق تحت الأرض؛ والثاني هو برج سكني مكون من 54 طابقًا، ويحتوي على طابقين ميكانيكيين؛ بينما الثالث هو برج مكاتب مكون من 50 طابقًا، ويحتوي أيضًا على طابقين ميكانيكيين. جميعهم متصلون بمنصة (قاعدة) مكونة من 4 طوابق و10 طوابق.